# Vincent Cochetel
Vincent Cochetel est né à Tours en France. Le 29 janvier 1998, alors qu'il était chef du bureau du Haut Commissariat des Nations unies pour les réfugiés à Vladikavkaz (proche de la Tchétchénie), il fut victime d'un enlèvement.
Il sera retenu en otage durant 317 jours.
Sa libération par les Spetsnaz aura lieu le 12 décembre 1998. Il travaille encore pour l'UNHCR, en tant que directeur pour l'Europe Europe jusqu'à juin 2017 et depuis cette date comme Envoyé Spécial du HCR pour La Situation en Méditerranée Centrale.

## Filmographie
- le 12 juin 2017 dans l'émission Mille et une vies il témoigne de l'enlèvement et la séquestration.